# Princípios da guerra
Os princípios da guerra representam o conjunto de factores não materiais que afectam a conduta das operações militares. Não são uma lista de verificação de procedimentos. São o resultado dos factores observados ao longo da História em campanhas e batalhas com sucesso.

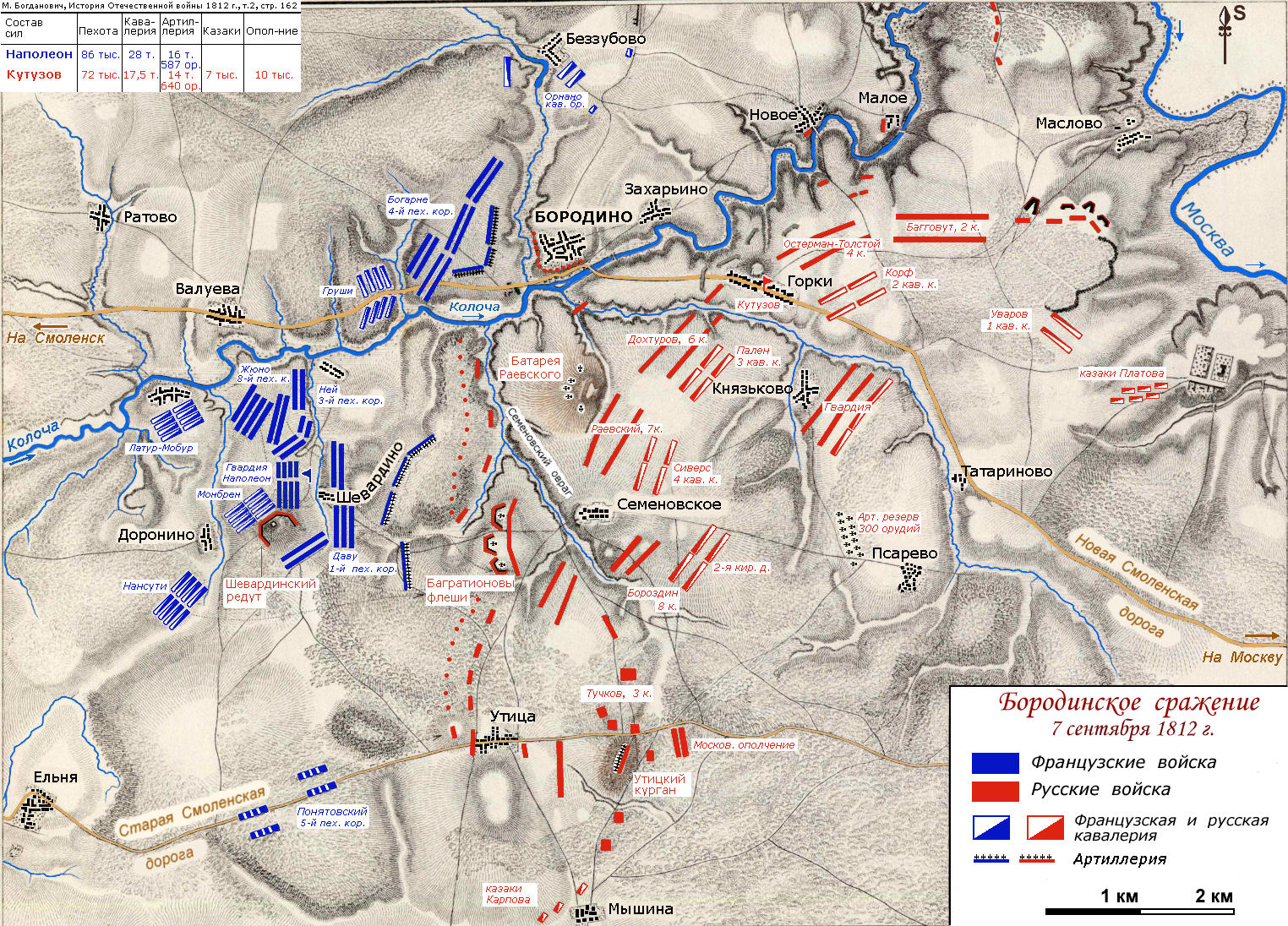
Os princípios da guerra foram sistematizados após um longo estudo das campanhas e batalhas do passado.

## Introdução
Os comandantes militares, desde os antigos exércitos, da antiga China ou das civilizações clássicas de Grécia e Roma, até aos dos tempos modernos, dos EUA, da Alemanha ou da Rússia, procuraram sempre retirar ensinamentos da sua experiência por forma a estabelecerem princípios chave para a condução da guerra. Muitas obras foram publicadas sobre este tema. As mais conhecidas são A Arte da Guerra de Sun Tzu (entre 500 e 400 a.C.), Précis de l'art de la guerre (em Português: Resumo da Arte da Guerra) de Antoine-Henri Jomini e o ensaio Die wichtigsten Grundsätze für die Durchführung des Krieges (em Português: Os mais importantes princípios para a conduta da guerra,) publicado em 1812 por Carl von Clausewitz. No entanto foi com o artigo The principles of War, With Reference to the Campaigns of 1914-1915 (em Português: Os princípios da guerra, com referência às campanhas de 1914-1915), publicado pelo general britânico John Frederick Charles Fuller num periódico de natureza militar, que se expôs a primeira explicação detalhada de oito modernos princípios da guerra.
Após a Primeira Guerra Mundial (1914-1918), e tendo por base os princípios estabelecidos pelo general Fuller, os exércitos mais modernos fizeram um esforço grande no sentido de actualizarem esses princípios de acordo com o moderno campo de batalha. Trata-se de um processo que continua em evolução e em que se obtêm resultados diferentes em diversos exércitos. Os princípios da guerra não são exactamente os mesmos nos exércitos russo, americano ou chinês, nem mesmo no seio da OTAN (NATO). No entanto, um exame mais atento permite-nos afirmar que pelo menos 80% são comuns a todos embora se apresentem com enunciados diferentes.

No Exército Português são preconizados nove princípios. São os mesmos que encontramos, por exemplo, nos manuais do Exército dos EUA. Esses princípios são:
- Objectivo
- Ofensiva
- Massa
- Economia de forças
- Manobra
- Unidade de comando
- Segurança
- Surpresa
- Simplicidade

## Os princípios da guerra

### Objetivo
O objetivo é uma meta ou alvo que se pretende atingir e que determina a direção do esforço de toda a atividade militar.
Toda a operação militar deve visar a consecução de um objetivo claramente definido, importante e exequível. A sua escolha deve fazer-se tendo em consideração a missão, os meios disponíveis, o inimigo e as características da área de operações. Todo o comandante deve compreender perfeitamente os resultados esperados e o seu impacto e deve definir com clareza o seu objetivo. É à luz desse objetivo que define as ações a realizar. 
O objetivo último da guerra é o aniquilamento das forças armadas inimigas e da sua vontade de combater. Assim, todas as operações militares devem ser planejadas por forma a contribuir para este objetivo último. Com esta finalidade são atribuídos objetivos aos escalões subordinados. Os objetivos devem contribuir para a finalidade das operações, direta, rápida e economicamente. Cada operação táctica a que são atribuídos objetivos intermédios, deve contribuir para atingir os objetivos operacionais e estratégicos.

### Ofensiva
Seguir o princípio da ofensiva significa obter, manter e explorar a iniciativa.
A ofensiva é sinónimo de iniciativa. A acção ofensiva é necessária para se obterem resultados decisivos e para conservar a liberdade de acção. Permite ao comandante tomar a iniciativa e impor a sua vontade ao inimigo.
Em operações, a acção ofensiva é a forma mais efectiva e decisiva para atingir o objectivo. As operações ofensivas são, assim, os meios pelos quais uma força militar obtém e mantém a iniciativa e a liberdade de acção e atinge resultados decisivos.

### Massa
Seguir o princípio da massa é concentrar o potencial de combate no local e na hora decisivos.
Com este princípio pretende-se concentrar um potencial de combate superior no ponto e no momento decisivos. Esta superioridade resulta da combinação apropriada dos elementos do potencial de combate. A aplicação correcta do princípio da massa, conjugada com outros princípios da guerra, pode permitir que forças numericamente inferiores no seu conjunto obtenham uma superioridade de combate decisiva num ponto decisivo.
Para seguir este princípio, é necessário reunir os elementos pertinentes do potencial de combate com rapidez e, por vezes, através de grandes distâncias. Isso consegue-se, entre outras acções, através da manobra que coloca as unidades de infantaria e cavalaria no local mais adequado e no momento mais favorável e também pela capacidade de transportar os fogos (artilharia, apoio aéreo) para a zona pretendida no momento em que são necessários.

### Economia de forças
Seguir o princípio da economia de forças significa empregar judiciosamente o potencial de combate para permitir cumprir a missão com um mínimo de desgaste dos seus meios.
Significa atribuir o mínimo essencial de potencial de combate para as acções secundárias. Desta forma torna-se possível concentrar um elevado potencial no local considerado decisivo. Este princípio é, portanto, um corolário do anterior. O potencial de combate é distribuído de forma judiciosa pela acção principal e pelas acções secundárias.

### Manobra
O princípio da manobra visa colocar as forças de forma a que o inimigo fique em situação de desvantagem, isto é, movimentar e dispor as forças por forma a que o potencial relativo de combate seja desfavorável ao inimigo.
Manobram-se as forças para concentrar e dispersar poder de combate, para manter a liberdade de acção e para reduzir as vulnerabilidades mas, principalmente, para obter uma posição vantajosa (desfavorável ao inimigo) que permita atingir o objectivo de forma a exigir o menor dispêndio possível de homens e material.

### Unidade de comando
Este princípio é fundamental para que seja obtida a unidade dos esforços das forças sob responsabilidade de um comandante.
A aplicação de todo o potencial disponível exige uma grande convergência de esforços, através da acção coordenada de todas as forças e, para isso, é essencial que não haja dispersão de responsabilidades. Um único comando para conduzir uma força militar a atingir um objectivo é a forma mais eficaz de obter unidade de esforços, coordenação da acção das diferentes unidades subordinadas, concentração do potencial de combate no ponto e no momento decisivos.

### Segurança
Seguir o princípio da segurança significa não permitir que o inimigo adquira uma vantagem inesperada.
A segurança é essencial para a conservação do potencial de combate. O inimigo, pelo seu lado, procura obter a surpresa para contrariar a segurança. Esta obtém-se utilizando medidas apropriadas para evitar a surpresa e actos de sabotagem, para conservar a liberdade de acção (uma força que não dispõe de liberdade de acção não está segura) e para negar ao inimigo informações sobre os planos e as acções da força. A segurança não deve incluir medidas de tal forma exageradas que acabem por prejudicar as próprias operações da força que adopta tais medidas. Não se devem deixar de correr riscos calculados, inerentes às operações militares. Manter a iniciativa, retirando ao inimigo a oportunidade de interferir nas nossas acções, contribui para a segurança.

### Surpresa
A surpresa significa atingir o inimigo no momento e no lugar para ele inesperados.
Ao actuar de surpresa, o inimigo não está, normalmente, em condições de reagir eficazmente e em tempo oportuno. A surpresa é um poderoso multiplicador do potencial de combate mas não deixa de ser temporário. Para se obter a surpresa não é essencial apanhar o inimigo completamente desprevenido mas basta que ele seja alertado demasiado tarde para impedi-lo de reagir com eficácia. 

### Simplicidade
Em termos práticos este princípio significa que devem ser preparados planos simples e fáceis de compreender e devem ser distribuídas ordens claras e concisas.
A simplicidade e a clareza dos planos reduz o risco de interpretações erradas e as possibilidades de confusão na sua execução. Os planos devem ser fáceis de compreender porque, mesmo esses, são frequentemente de execução difícil. Todos os factores perturbadores inerentes à batalha dificultam a compreensão e, portanto, a execução dos planos. Para reduzir ao máximo a margem de erro, deve ter-se especial cuidado na forma como são distribuídas as ordens: de forma clara e concisa para serem rapidamente difundidas e não deixarem dúvidas quanto à sua execução.

## Conclusão
Os princípios da guerra foram desenvolvidos por sucessivos líderes militares ao longo da História embora só muito recentemente - no início do século XX - tenham sido enunciados de forma sistemática, idêntica ao que aqui se apresenta. Estes princípios não constituem só por si uma fórmula para o sucesso mas o conceito que cada um deles encerra deve ser sempre muito bem ponderado na acção de comando. Eles constituem a pedra angular das doutrinas dos exércitos modernos. Por isso, eles devem estar sempre presentes na memória dos comandantes de qualquer escalão. A análise das campanhas e batalhas do passado, antigo ou recente, e das decisões dos seus comandantes, efectuada à luz dos princípios da guerra, permite-nos compreender melhor aqueles acontecimentos e obter a máxima experiência da sua aplicação.